# Japán az 1992. évi téli olimpiai játékokon
Japán a franciaországi Albertville-ben megrendezett 1992. évi téli olimpiai játékok egyik részt vevő nemzete volt. Az országot az olimpián 11 sportágban 60 sportoló képviselte, akik összesen 7 érmet szereztek.

## Érmesek
| Érem  | Versenyző                                                        | Sportág                    | Versenyszám        |
| ----- | ---------------------------------------------------------------- | -------------------------- | ------------------ |
| Arany | Mikata Reiicsi Kóno Takanori Ogivara Kendzsi                     | Északi összetett           | Csapat             |
| Ezüst | Kuroiva Tosijuki                                                 | Gyorskorcsolya             | Férfi 500 m        |
| Ezüst | Itó Midori                                                       | Műkorcsolya                | Női egyéni         |
| Bronz | Inoue Dzsunicsi                                                  | Gyorskorcsolya             | Férfi 500 m        |
| Bronz | Mijabe Jukinori                                                  | Gyorskorcsolya             | Férfi 1000 m       |
| Bronz | Hasimoto Szeiko                                                  | Gyorskorcsolya             | Női 1500 m         |
| Bronz | Akaszaka Júicsi Isihara Tacujosi Kavai Tosinobu Kavaszaki Cutomu | Rövidpályás gyorskorcsolya | Férfi 5000 m váltó |

## Alpesisí
Férfi
| Versenyző       | Versenyszám            | 1. futam      | 1. futam      | 2. futam      | 2. futam      | Összesítés    | Összesítés    |
| Versenyző       | Versenyszám            | Idő           | Hely.         | Idő           | Hely.         | Idő           | Helyezés      |
| --------------- | ---------------------- | ------------- | ------------- | ------------- | ------------- | ------------- | ------------- |
| Isioka Takuja   | Műlesiklás             | nem ért célba | nem ért célba | kiesett       | kiesett       | kiesett       | kiesett       |
| Isioka Takuja   | Óriás-műlesiklás       | 1:09,28       | 34.           | 1:06,64       | 30.           | 2:15,92       | 29.           |
| Isioka Takuja   | Szuperóriás-műlesiklás |               |               |               |               | 1:17,81       | 41.           |
| Kimura Kiminobu | Műlesiklás             | nem ért célba | nem ért célba | kiesett       | kiesett       | kiesett       | kiesett       |
| Kimura Kiminobu | Óriás-műlesiklás       | 1:07,20       | 23.           | 1:04,90       | 21.           | 2:12,10       | 21.           |
| Kimura Kiminobu | Szuperóriás-műlesiklás |               |               |               |               | 1:17,06       | 33.           |
| Okabe Tecuja    | Műlesiklás             | 54,99         | 25.           | 54,49         | 17.           | 1:49,48       | 18.           |
| Tomii Cujosi    | Lesiklás               |               |               |               |               | 1:54,23       | 25.           |
| Tomii Cujosi    | Óriás-műlesiklás       | 1:13,36       | 51.           | nem ért célba | nem ért célba | kiesett       | kiesett       |
| Tomii Cujosi    | Szuperóriás-műlesiklás |               |               |               |               | nem ért célba | nem ért célba |

| Versenyző       | Versenyszám | Lesiklás | Lesiklás | Lesiklás | Műlesiklás | Műlesiklás | Műlesiklás | Műlesiklás | Műlesiklás | Műlesiklás | Műlesiklás | Összesítés | Összesítés |
| Versenyző       | Versenyszám | Lesiklás | Lesiklás | Lesiklás | 1. futam   | 1. futam   | 2. futam   | 2. futam   | Össz.      | Össz.      | Össz.      | Összesítés | Összesítés |
| Versenyző       | Versenyszám | Idő      | Pont     | Hely.    | Idő        | Hely.      | Idő        | Hely.      | Idő        | Pont       | Hely.      | Pont       | Helyezés   |
| --------------- | ----------- | -------- | -------- | -------- | ---------- | ---------- | ---------- | ---------- | ---------- | ---------- | ---------- | ---------- | ---------- |
| Isioka Takuja   | Összetett   | 1:49,29  | 44,04    | 35.      | 49,48      | 4.         | 52,94      | 11.        | 1:42,42    | 7,79       | 6.         | 51,83      | 9.         |
| Kimura Kiminobu | Összetett   | 1:50,98  | 61,26    | 40.      | 49,47      | 3.         | 52,08      | 5.         | 1:41,55    | 2,88       | 3.         | 64,14      | 15.        |

Női
| Versenyző         | Versenyszám            | 1. futam      | 1. futam      | 2. futam | 2. futam | Összesítés | Összesítés |
| Versenyző         | Versenyszám            | Idő           | Hely.         | Idő      | Hely.    | Idő        | Helyezés   |
| ----------------- | ---------------------- | ------------- | ------------- | -------- | -------- | ---------- | ---------- |
| Kavabata Emi      | Lesiklás               |               |               |          |          | 1:54,52    | 11.        |
| Kavabata Emi      | Óriás-műlesiklás       | 1:10,44       | 29.           | kizárták | kizárták | kiesett    | kiesett    |
| Kavabata Emi      | Szuperóriás-műlesiklás |               |               |          |          | 1:27,31    | 31.        |
| Jamamoto Szacsiko | Lesiklás               |               |               |          |          | 1:58,52    | 26.        |
| Jamamoto Szacsiko | Műlesiklás             | nem ért célba | nem ért célba | kiesett  | kiesett  | kiesett    | kiesett    |
| Jamamoto Szacsiko | Szuperóriás-műlesiklás |               |               |          |          | 1:27,54    | 33.        |

| Versenyző         | Versenyszám | Lesiklás | Lesiklás | Lesiklás | Műlesiklás | Műlesiklás | Műlesiklás    | Műlesiklás    | Műlesiklás | Műlesiklás | Műlesiklás | Összesítés | Összesítés |
| Versenyző         | Versenyszám | Lesiklás | Lesiklás | Lesiklás | 1. futam   | 1. futam   | 2. futam      | 2. futam      | Össz.      | Össz.      | Össz.      | Összesítés | Összesítés |
| Versenyző         | Versenyszám | Idő      | Pont     | Hely.    | Idő        | Hely.      | Idő           | Hely.         | Idő        | Pont       | Hely.      | Pont       | Helyezés   |
| ----------------- | ----------- | -------- | -------- | -------- | ---------- | ---------- | ------------- | ------------- | ---------- | ---------- | ---------- | ---------- | ---------- |
| Kavabata Emi      | Összetett   | 1:27,13  | 16,08    | 10.      | 37,56      | 21.        | 37,81         | 16.           | 1:15,37    | 50,02      | 16.        | 66,10      | 13.        |
| Jamamoto Szacsiko | Összetett   | 1:30,70  | 60,58    | 28.      | 36,56      | 15.        | nem ért célba | nem ért célba | kiesett    | kiesett    | kiesett    | kiesett    | kiesett    |

## Biatlon
Férfi
| Versenyző     | Versenyszám  | Lövőhiba | Időeredmény | Helyezés |
| ------------- | ------------ | -------- | ----------- | -------- |
| Kazama Acusi  | 10 km sprint | 6        | 30:34,7     | 78.      |
| Kazama Acusi  | 20 km egyéni | 6        | 1:04:32,8   | 63.      |
| Kodate Miszao | 10 km sprint | 3        | 28:07,0     | 36.      |
| Kodate Miszao | 20 km egyéni | 2        | 1:00:53,1   | 28.      |

Női
| Versenyző           | Versenyszám   | Lövőhiba | Időeredmény | Helyezés |
| ------------------- | ------------- | -------- | ----------- | -------- |
| Honda-Mikami Josiko | 7,5 km sprint | 2        | 26:57,3     | 22.      |
| Honda-Mikami Josiko | 15 km egyéni  | 3        | 57:55,8     | 35.      |

## Bob
| Versenyző                                                    | Versenyszám | 1. futam | 1. futam | 2. futam | 2. futam | 3. futam | 3. futam | 4. futam | 4. futam | Összesítés | Összesítés |
| Versenyző                                                    | Versenyszám | Idő      | Hely.    | Idő      | Hely.    | Idő      | Hely.    | Idő      | Hely.    | Idő        | Helyezés   |
| ------------------------------------------------------------ | ----------- | -------- | -------- | -------- | -------- | -------- | -------- | -------- | -------- | ---------- | ---------- |
| Takevaki Naomi Cusima Fuminori                               | Kettes      | 1:01,74  | 26.      | 1:01,99  | 22.      | 1:01,77  | 16.*     | 1:01,95  | 19.      | 4:07,45    | 21.        |
| Vakita Tosio Jamazaki Rjódzsi                                | Kettes      | 1:01,22  | 19.      | 1:01,65  | 18.      | 1:02,03  | 19.*     | 1:01,96  | 20.      | 4:06,86    | 19.        |
| Vakita Tosio Jamazaki Rjódzsi Cusima Fuminori Takevaki Naomi | Négyes      | 59,23    | 21.      | 59,30    | 18.      | 59,33    | 17.      | 59,38    | 17.*     | 3:57,24    | 17.        |

* - egy másik csapattal azonos eredményt ért el

## Északi összetett
| Versenyző                                    | Versenyszám | Síugrás | Síugrás | Síugrás    | Sífutás   | Sífutás | Összesítés | Összesítés |
| Versenyző                                    | Versenyszám | Pont    | Hely.   | Időhátrány | Idő       | Hely.   | Idő        | Helyezés   |
| -------------------------------------------- | ----------- | ------- | ------- | ---------- | --------- | ------- | ---------- | ---------- |
| Abe Maszasi                                  | Egyéni      | 197,9   | 24.     | +3:24,0    | 47:44,5   | 30.     | 51:08,5    | 30.        |
| Kóno Takanori                                | Egyéni      | 197,4   | 25.     | +3:27,4    | 45:18,9   | 18.     | 48:46,3    | 19.        |
| Mikata Reiicsi                               | Egyéni      | 226,1   | 2.      | +16,0      | 51:53,1   | 42.     | 52:09,1    | 34.        |
| Ogivara Kendzsi                              | Egyéni      | 215,3   | 6.      | +1:28,0    | 44:57,5   | 16.     | 46:25,5    | 7.         |
| Mikata Reiicsi Kóno Takanori Ogivara Kendzsi | Csapat      | 645,1   | 1.      | 0          | 1:23:36,5 | 6.      | 1:23:36,5  |            |

## Gyorskorcsolya
Férfi
| Versenyző         | Versenyszám | Eredmény | Helyezés |
| ----------------- | ----------- | -------- | -------- |
| Aojanagi Tóru     | 1500 m      | 1:57,36  | 12.      |
| Fudzsimoto Júdzsi | 1000 m      | 1:15,78  | 11.      |
| Inoue Dzsunicsi   | 500 m       | 37,26    |          |
| Itokava Tosihiko  | 5000 m      | 7:20,50  | 18.      |
| Itokava Tosihiko  | 10 000 m    | 14:42,35 | 13.      |
| Kuroiva Tosijuki  | 500 m       | 37,18    |          |
| Kuroiva Tosijuki  | 1000 m      | 1:15,56  | 9.       |
| Mijabe Jaszunori  | 500 m       | 37,49    | 5.*      |
| Mijabe Jaszunori  | 1000 m      | 1:16,52  | 19.      |
| Mijabe Jukinori   | 500 m       | 38,12    | 18.      |
| Mijabe Jukinori   | 1000 m      | 1:14,92  |          |
| Mijabe Jukinori   | 1500 m      | 1:56,99  | 9.       |
| Szató Kazuhiro    | 1500 m      | 2:00,51  | 28.      |
| Szató Kazuhiro    | 5000 m      | 7:19,69  | 17.      |
| Szató Kazuhiro    | 10 000 m    | 14:28,30 | 5.       |
| Sirahata Keidzsi  | 1500 m      | 2:05,47  | 44.      |
| Sirahata Keidzsi  | 5000 m      | 7:24,95  | 22.      |
| Sirahata Keidzsi  | 10 000 m    | 14:47,56 | 18.      |

Női
| Versenyző       | Versenyszám | Eredmény | Helyezés |
| --------------- | ----------- | -------- | -------- |
| Fukazava Jóko   | 500 m       | 42,18    | 24.      |
| Fukazava Jóko   | 1000 m      | 1:25,00  | 24.      |
| Hasimoto Szeiko | 500 m       | 41,32    | 12.      |
| Hasimoto Szeiko | 1000 m      | 1:22,63  | 5.       |
| Hasimoto Szeiko | 1500 m      | 2:06,88  |          |
| Hasimoto Szeiko | 3000 m      | 4:32,12  | 12.      |
| Hasimoto Szeiko | 5000 m      | 7:47,65  | 9.       |
| Kaerijama Jumi  | 1500 m      | 2:10,75  | 19.*     |
| Kaerijama Jumi  | 3000 m      | 4:33,53  | 13.      |
| Kaerijama Jumi  | 5000 m      | 7:50,77  | 12.      |
| Simazaki Kjóko  | 500 m       | 40,98    | 7.       |
| Simazaki Kjóko  | 1000 m      | 1:24,28  | 18.*     |
| Toda Noriko     | 500 m       | 41,97    | 23.      |
| Toda Noriko     | 1000 m      | 1:24,96  | 23.      |
| Uehara Mie      | 1500 m      | 2:09,33  | 11.      |
| Uehara Mie      | 3000 m      | 4:37,54  | 17.      |
| Uehara Mie      | 5000 m      | 7:54,15  | 14.      |

* - egy másik versenyzővel azonos eredményt ért el

## Műkorcsolya
| Versenyző                 | Versenyszám  | Rövid program     | Rövid program | Rövid program | Kűr               | Kűr   | Kűr         | Összesítés         | Összesítés |
| Versenyző                 | Versenyszám  | Több. hely. száma | Hely.         | Hely. pont.   | Több. hely. száma | Hely. | Hely. pont. | Helyezési pontszám | Helyezés   |
| ------------------------- | ------------ | ----------------- | ------------- | ------------- | ----------------- | ----- | ----------- | ------------------ | ---------- |
| Kagijama Maszakazu        | Férfi egyéni | 6×11+             | 11.           | 5,5           | 7×15+             | 15.   | 15,0        | 20,5               | 13.        |
| Murata Micuhiro           | Férfi egyéni | 6×22+             | 22.           | 11,0          | 5×22+             | 23.   | 23,0        | 34,0               | 23.        |
| Itó Midori                | Női egyéni   | 7×4+              | 4.            | 2,0           | 8×2+              | 2.    | 2,0         | 4,0                |            |
| Szató Juka                | Női egyéni   | 5×8+              | 7.            | 3,5           | 5×6+              | 7.    | 7,0         | 10,5               | 7.         |
| Inoue Rena Kojama Tomoaki | Páros        | 8×14+             | 14.           | 7,0           | 9×14+             | 14.   | 14,0        | 21,0               | 14.        |

## Rövidpályás gyorskorcsolya
Férfi
| Versenyző                                                        | Versenyszám  | Előfutam | Előfutam | Negyeddöntő | Negyeddöntő | Elődöntő | Elődöntő | B döntő | B döntő | Döntő   | Döntő   | Helyezés |
| Versenyző                                                        | Versenyszám  | Idő      | Hely.    | Idő         | Hely.       | Idő      | Hely.    | Idő     | Hely.   | Idő     | Hely.   | Helyezés |
| ---------------------------------------------------------------- | ------------ | -------- | -------- | ----------- | ----------- | -------- | -------- | ------- | ------- | ------- | ------- | -------- |
| Isihara Tacujosi                                                 | 1000 m       | 1:34,11  | 2.       | 1:34,86     | 4.          | kiesett  | kiesett  | kiesett | kiesett | kiesett | kiesett | 15.      |
| Kavai Tosinobu                                                   | 1000 m       | 1:42,28  | 3.       | kiesett     | kiesett     | kiesett  | kiesett  | kiesett | kiesett | kiesett | kiesett | 23.      |
| Kavaszaki Cutomu                                                 | 1000 m       | 1:38,75  | 2.       | 1:35,66     | 4.          | kiesett  | kiesett  | kiesett | kiesett | kiesett | kiesett | 16.      |
| Akaszaka Júicsi Isihara Tacujosi Kavai Tosinobu Kavaszaki Cutomu | 5000 m váltó |          |          | 7:22,43     | 2.          | 7:22,84  | 1.       |         |         | 7:18,18 | 3.      |          |

Női
| Versenyző                                         | Versenyszám  | Előfutam | Előfutam | Negyeddöntő | Negyeddöntő | Elődöntő | Elődöntő | B döntő | B döntő | Döntő   | Döntő   | Helyezés |
| Versenyző                                         | Versenyszám  | Idő      | Hely.    | Idő         | Hely.       | Idő      | Hely.    | Idő     | Hely.   | Idő     | Hely.   | Helyezés |
| ------------------------------------------------- | ------------ | -------- | -------- | ----------- | ----------- | -------- | -------- | ------- | ------- | ------- | ------- | -------- |
| Jamada Nobuko                                     | 500 m        | 48,79    | 1.       | 57,69       | 3.          | kiesett  | kiesett  | kiesett | kiesett | kiesett | kiesett | 10.      |
| Naitó Mie Szató Rie Takeucsi Hiromi Jamada Nobuko | 3000 m váltó |          |          |             |             | 4:37,08  | 1.       |         |         | 4:44,50 | 4.      | 4.       |

## Síakrobatika
Mogul
| Versenyző       | Versenyszám | Selejtező | Selejtező | Döntő   | Döntő    |
| Versenyző       | Versenyszám | Pont      | Helyezés  | Pont    | Helyezés |
| --------------- | ----------- | --------- | --------- | ------- | -------- |
| Jamazaki Oszamu | Férfi       | 14,49     | 40.       | kiesett | kiesett  |

## Sífutás
Férfi
| Versenyző         | Versenyszám         | Eredmény  | Helyezés |
| ----------------- | ------------------- | --------- | -------- |
| Imai Hirojuki     | 10 km               | 30:17,3   | 27.      |
| Imai Hirojuki     | 15 km üldözőverseny | 42:32,8   | 29.      |
| Imai Hirojuki     | 30 km               | 1:29:35,6 | 32.      |
| Imai Hirojuki     | 50 km               | 2:13:33,0 | 25.      |
| Szaszaki Kazunari | 10 km               | 31:31,4   | 46.      |
| Szaszaki Kazunari | 15 km üldözőverseny | 43:08,6   | 35.      |
| Szaszaki Kazunari | 30 km               | 1:30:35,9 | 40.      |
| Szaszaki Kazunari | 50 km               | 2:17:20,1 | 40.      |

Női
| Versenyző                                        | Versenyszám         | Eredmény      | Helyezés      |
| ------------------------------------------------ | ------------------- | ------------- | ------------- |
| Aoki Fumiko                                      | 5 km                | 15:33,0       | 30.           |
| Aoki Fumiko                                      | 10 km üldözőverseny | 28:44,4       | 19.           |
| Aoki Fumiko                                      | 15 km               | 48:30,2       | 37.           |
| Aoki Fumiko                                      | 30 km               | 1:36:21,9     | 44.           |
| Hosikava Naomi                                   | 5 km                | 16:13,2       | 48.           |
| Hosikava Naomi                                   | 10 km üldözőverseny | 30:10,8       | 34.           |
| Hosikava Naomi                                   | 15 km               | 49:46,2       | 42.           |
| Hosikava Naomi                                   | 30 km               | 1:35:29,4     | 42.           |
| Inomata Jumi                                     | 5 km                | 16:49,4       | 54.           |
| Inomata Jumi                                     | 10 km üldözőverseny | 31:58,6       | 47.           |
| Óta Miva                                         | 5 km                | 16:03,1       | 43.           |
| Óta Miva                                         | 10 km üldözőverseny | 31:17,3       | 43.           |
| Óta Miva                                         | 15 km               | nem ért célba | nem ért célba |
| Óta Miva                                         | 30 km               | 1:35:19,4     | 41.           |
| Óta Miva Aoki Fumiko Hosikava Naomi Inomata Jumi | 4 × 5 km váltó      | 1:04:09,3     | 12.           |

## Síugrás
| Versenyző                                                       | Versenyszám | 1. ugrás | 1. ugrás | 2. ugrás | 2. ugrás | Összesítés | Összesítés |
| Versenyző                                                       | Versenyszám | Pont     | Hely.    | Pont     | Hely.    | Pont       | Helyezés   |
| --------------------------------------------------------------- | ----------- | -------- | -------- | -------- | -------- | ---------- | ---------- |
| Harada Maszahiko                                                | Normálsánc  | 98,6     | 22.      | 102,4    | 9.*      | 201,0      | 14.        |
| Harada Maszahiko                                                | Nagysánc    | 102,4    | 4.       | 108,9    | 3.       | 211,3      | 4.         |
| Kamiharako Dzsiró                                               | Normálsánc  | 94,0     | 30.      | 94,8     | 26.      | 188,8      | 28.**      |
| Kamiharako Dzsiró                                               | Nagysánc    | 79,5     | 29.*     | 76,0     | 23.      | 155,5      | 25.        |
| Kaszai Noriaki                                                  | Normálsánc  | 89,0     | 44.      | 98,1     | 19.*     | 187,1      | 31.        |
| Kaszai Noriaki                                                  | Nagysánc    | 82,1     | 25.      | 72,3     | 30.      | 154,4      | 26.        |
| Szuda Kendzsi                                                   | Normálsánc  | 93,5     | 32.      | 91,2     | 38.*     | 184,7      | 39.        |
| Szuda Kendzsi                                                   | Nagysánc    | 91,1     | 13.      | 77,0     | 21.      | 168,1      | 17.        |
| Harada Maszahiko Szuda Kendzsi Kamiharako Dzsiró Kaszai Noriaki | Csapat      | 291,5    | 4.       | 279,5    | 4.       | 571,0      | 4.         |

* - egy másik versenyzővel azonos eredményt ért el

** - két másik versenyzővel azonos eredményt ért el

## Szánkó
| Versenyző                      | Versenyszám | 1. futam | 1. futam | 2. futam | 2. futam | 3. futam | 3. futam | 4. futam | 4. futam | Összesítés | Összesítés |
| Versenyző                      | Versenyszám | Idő      | Hely.    | Idő      | Hely.    | Idő      | Hely.    | Idő      | Hely.    | Idő        | Helyezés   |
| ------------------------------ | ----------- | -------- | -------- | -------- | -------- | -------- | -------- | -------- | -------- | ---------- | ---------- |
| Takamacu Kazuhiko              | Férfi egyes | 46,283   | 20.      | 46,065   | 17.      | 46,838   | 18.      | 46,614   | 17.      | 3:05,800   | 17.        |
| Szaszaki Acusi Szaszaki Júdzsi | Kettes      | 47,776   | 19.      | 47,566   | 18.      |          |          |          |          | 1:35,342   | 18.        |